# 偽礫

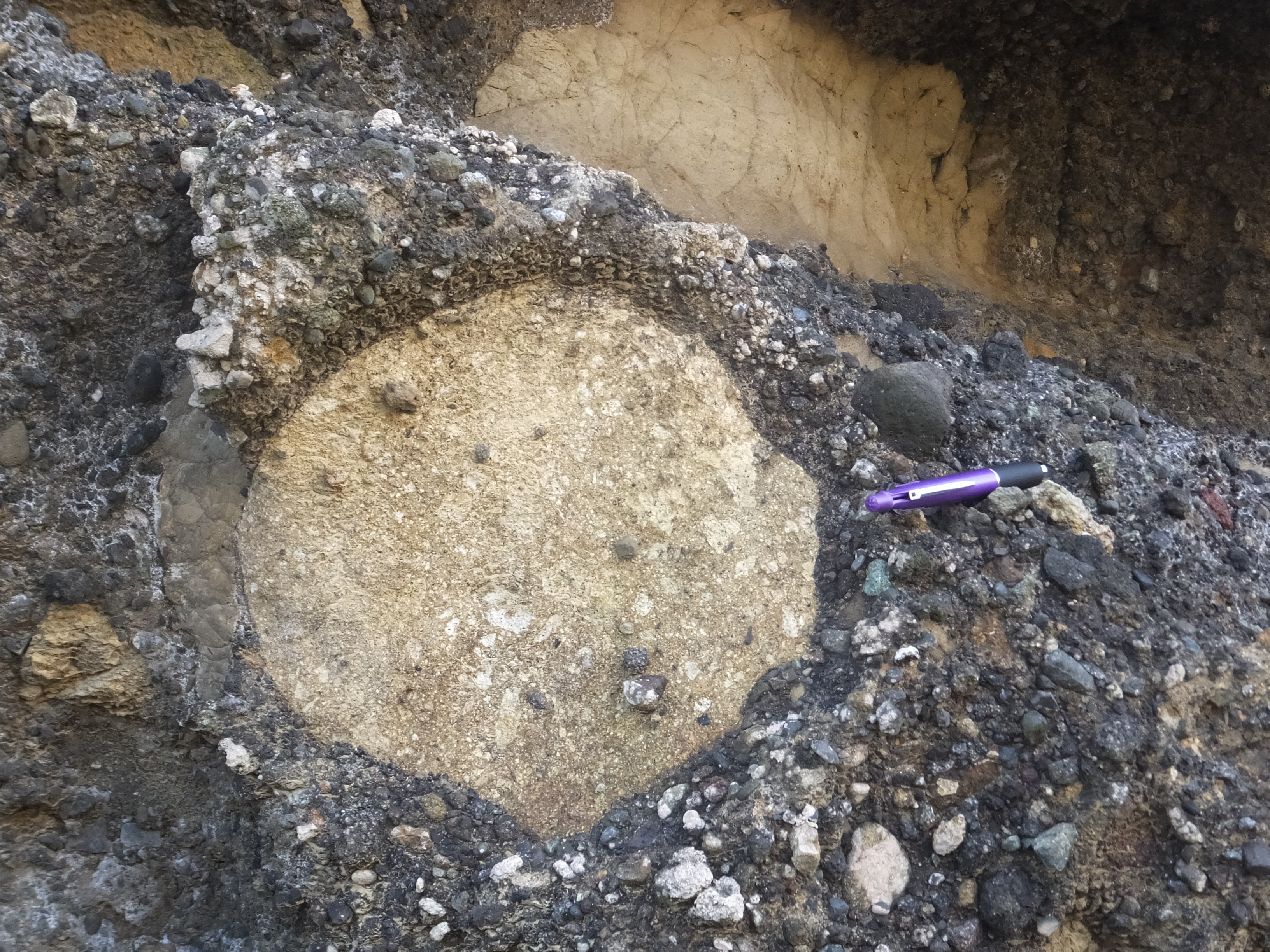
房総半島の野島崎の礫岩層で見られる偽礫。

偽礫（偽䃯、ぎれき、英語: pseudoconglomerate）とは、地層の中にあたかも本物の礫のように紛れ込んだ未固結状の堆積物のこと。礫が固結した礫岩と比較すると、岩石になりすました堆積物が礫のように見えることから、偽の礫、あるいは偽の礫岩として偽礫と呼称する。地層に見られる堆積構造のひとつ。

## 概要
成因は、粒子の移動に起因する堆積作用の過程にあり、偽礫を介在する地層の様相から堆積環境が推察できる。まだ凝固していない粘土質の堆積物が、流動によって剥がされるように移動し、礫状となって他の堆積物の中に混入した状態で続成作用を経たものである。
用語の適用範囲は広く、軟質な粘土鉱物から砂岩層に取り込まれた泥岩（この状態を偽礫質ともいう）など、多様な状態を指す。偽礫の形状や構成物、規則性などの状態によって堆積環境が解析可能となる。

## 粒子の移動
ある水底に砕屑物粒子が堆積していたとする。粒子がどのように運搬されるかは粒子の密度と流れの作用によって決まり、沈降する堆積物の粒径と性質から偽礫となる素因が解明できる。
水路等の水底における粒子を移動させる力は、流速と粒径の関係をダイアグラム化して説明されている（ユールストロームダイアグラム）。砂以下の粒子を移動開始させる侵食関係として、移動開始しやすい砂と、緩んだ状態のシルト、粘土に大差は無いが、締まった状態だと細粒になるほど、移動開始させる流速が必要になる。即ち、泥（粘土）状の堆積物が剥がれにくい状態で水底に残ることになる。この水底にへばりつくような堆積物は、強い流れがないと浮遊しなく、一旦浮遊すると周囲の堆積物と比べて異質なものとなる。